# Гальехо, Пабло
Пабло Гальехо Лардиес (исп. Pablo Gállego Lardiés, род. 1 октября 1993, Уэска, Арагон) — никарагуанский футболист испанского происхождения, крайний полузащитник клуба «Реал Эстели» и сборной Никарагуа.

## Клубная карьера

### Молодёжная карьера
Пабло Гальехо начал свою карьеру в молодёжных академиях Сигло XXI и Пеньяс Оссенсес, после чего в 2008 году перешёл в академию Реал Сарагоса. Проведя в Сарагосе два года, игрок перешёл в молодёжную команду Уэска.

### Взрослая карьера
В 2012 году Гальехо дебютировал в профессиональном футболе, выступая за Альмудевар, который в то время являлся фарм-клубом Уэски. В сезоне 2013/2014 игрок дебютировал за основной состав Уэски в третьем дивизионе, однако этот матч остался для него единственным за клуб.
В январе 2014 года игрок переходит в клуб Сариньена, где за вторую половину сезона проводит 10 матчей в чемпионате. Летом того же года Пабло переходит в Касереньо, за который выступает следующие два сезона. В общей сложности, игрок проводит 59 матчей и забивает 7 голов.
В июне 2016 года Гальехо переходит в Леалтад, однако уже в декабре было объявлено о трансфере игрока в АЕЛ, выступающий в чемпионате Греции.
В дебютном матче за греческий клуб. Гальехо забил гол и был назван лучшим игроком матча. Однако этот гол стал единственным в греческом чемпионате для игрока, а всего за год Пабло провёл шесть матчей, после чего покинул Европу.
Следующие полгода игрок провёл в чемпионате Никарагуа, где выступал за Реал Эстели. Удачная игра привлекла внимание ряда европейских клубов и летом Гальехо перешёл в Касториоти из чемпионата Албании, однако не смог в нём закрепиться и уже в январе 2019 года перешёл в Теруэль из третьей испанской лиги, где также не смог себя проявить.
Летом 2019 года вернулся в Никарагуа, где стал игроком столичного клуба Манагуа. В Манагуа Гальехо играл ведущую роль, за два сезона он сыграл 67 игр в чемпионате и забил 29 голов. Благодаря действиям игрока клуб впервые стал обладателем кубка страны.
В июле 2021 года игрок присоединяется к клубу Земплин из чемпионата Словакии, однако не сыграл за команду ни одного матча. Спустя пять месяцев Пабло вернулся в Грецию, подписав контракт с клубом второго дивизиона Пиерикос, но сыграл за неё лишь три матча, после чего присоединился к исландскому клубу Роттур Вогум, за который сыграл 8 игр.
Летом 2022 года игрок вновь вернулся в Реал Эстели, за который сыграл 16 игр и помог добиться команде победы в первом этапе чемпионата, после чего в январе 2023 года отправился в чемпионат Гонконга, где следующие полгода выступал за Ресорсес Кэпитал.
В июле 2023 года Гальехо переходит в Платенсе, выступающий в чемпионате Сальвадора. Полгода спустя игрок покидает команду и возвращается в Испанию, став игроком Барбастро из четвёртого дивизиона, однако уже летом 2024 года Пабло вновь возвращается в чемпионат Никарагуа, в третий раз подписав контракт с Реал Эстли.

## Международная карьера
Проведя достаточно времени в стране, Гальехо получил гражданство Никарагуа, что позволило игроку выступать за сборную этой страны. В марте 2021 года Пабло впервые был вызван в сборную Никарагуа. 2 февраля 2022 года он дебютировал за сборную страны в товарищеском матче против сборной Белиза. Дебютный гол игрока позволил команде добыть ничью.
В 2023 году журналисты издания La Prensa выпустили материал, согласно которому игрок не соблюдал закон о гражданстве страны, из-за чего не имел права его получать и соответственно выступать за сборную Никарагуа.

### Голы за сборную Никарагуа
| #   | Дата           | Место                                              | Противник | Результат | Счёт | Соревнование      |
| --- | -------------- | -------------------------------------------------- | --------- | --------- | ---- | ----------------- |
| 01. | 2 февраля 2022 | Национальный стадион Никарагуа, Манагуа, Никарагуа | Белиз     | 1:0       | 1:1  | товарищеский матч |

## Достижения
Манагуа
- Обладатель Кубка Никарагуа: 2019